# エウク郡
エウク郡（ポーランド語:Powiat ełcki、英語:Ełk County）は、北ポーランドのヴァルミア＝マズールィ県にある地方自治体。1998年の地方行政区画再編の結果、1999年1月1日に誕生した。郡都で最大の都市はエウクであり、県都であるオルシュティンから東123kmに位置する。
郡は1,111.87km2の面積がある。2006年の統計で、郡全体の人口が84,760人である。

## 近隣の郡
北部はオレツコ郡、北東部はスヴァウキ郡、東部はアウグストゥフ郡、南部はグライェヴォ郡、西部はピシュ郡とギジツコ郡と接している。

## 下位自治体
| 名称                   | 種類 | 面積（km2） | 人口（2006年） | 中心地       |
| ---------------------- | ---- | ----------- | -------------- | ------------ |
| エウク                 | 市   | 21.1        | 56,156         |              |
| グミナ・エウク         | 村   | 378.6       | 10,148         | エウク *     |
| グミナ・プロストキ     | 村   | 230.5       | 7,439          | プロストキ   |
| グミナ・カリノボ       | 村   | 285.2       | 7,011          | カリノボ     |
| グミナ・スタレ＝ユヒ   | 村   | 196.6       | 4,006          | スタレ＝ユヒ |
| * グミナの一部ではない |      |             |                |              |